# Charles-François de Buttet
Pour les articles homonymes, voir Buttet.
Pour les autres membres de la famille, voir Famille de Buttet.
Charles-François II de Buttet, né en 1738 à Suse et mort en 1797 à Aoste, est un scientifique et ingénieur savoyard du royaume de Sardaigne, inspecteur général des salines de Tarentaise, directeur des Salines Royales de Moûtiers, mais aussi officier d'artillerie, sous le règne de deux princes de la dynastie de Savoie, Charles-Emmanuel III de Sardaigne, et de son fils, Victor-Amédée III.

## Famille

Blason de la famille de Buttet

Charles-François de Buttet est né le 10 décembre 1738 à Suse. Sa famille est originaire d'Ugine et du Bourget-du-Lac, en Savoie.
Son grand-père paternel, Jean-Pierre de Buttet (1660-1729), seigneur d'Entremont au Bourget-du-Lac, épouse le 2 mai 1684, Péronne-Josephte Capré de Megève, (1660-1736), fille de François Capré de Megève (1620-1706), président de la Chambre des Comptes de Savoie, mort en fonction en 1706.
Son père, Charles-François Ier de Buttet, (1698-1763), natif de Chambéry, officier dans le Régiment de Savoie commandé par le baron Philibert du Verger, participe aux guerres de succession de Pologne (1733-1738) et d'Autriche (1740-1748). Il est grièvement blessé dans un combat singulier contre un Espagnol en 1743. Il est nommé commandant du château de Domodossola (Piémont) en 1743, puis, en 1755, gouverneur de la forteresse d'Ormea composée de 400 hommes d'armes. Il épouse en 1733 Anna Maria Mario, (1717-1791), fille d'Attiglio Eligio Mario, issu d'une famille noble piémontaise de Valenza, en Piémont, originaire de Venise. De cette union sont nés deux fils : Amédée de Buttet, né en 1734 à Suse, moine cistercien dans un monastère d'Asti et Charles-François II de Buttet, né en 1738 à Suse.
Charles-François II de Buttet (1738-1797), épouse :
- en premières noces, le 16 octobre 1782, Madeleine Philiberte Humberte de Saint-Sixt, (1753-1792), fille du baron Claude Joseph de Saint-Sixt, seigneur de La Roche, premier syndic de Thonon, et de Suzanne Constance de Cambiague. De cette union est issu un fils : Claude Joseph de Buttet, né à Moûtiers le Ier juillet 1783[Note 2], mort en 1814, sans alliance ni postérité.
- en secondes noces, le 12 avril 1794, à la Superga de Turin[Note 3], Jeanne-Baptiste-Françoise de Maistre, (1762–1834), fille de François-Xavier Maistre (1705–1789), second président du Sénat de Savoie, et sœur de Joseph de Maistre et de Xavier de Maistre. De cette union est issu un fils, Louis Éloi Audifax de Buttet (1795–1877)[Note 4], officier au service du roi Charles-Albert de Sardaigne. Héritier en 1848 du château de Belmont, il opta en 1860 pour la nationalité française. Il épouse le 4 septembre 1833 à Lucerne, Marie Louise Débonnaire de Forges, fille d'Augustine de Saint-Janvier. Cette dernière était une orpheline originaire de Saint-Domingue. De cette union sont nés huit enfants, dont deux garçons et six filles. La famille de Buttet est subsistante.

Charles-François II de Buttet est mort dans la cité d'Aoste le 22 juin 1797 à l'âge de 59 ans. Son épouse, originaire de Chambéry, s'était réfugiée avec la famille de Maistre à Aoste, après l'invasion en 1792 de la Savoie par les troupes révolutionnaires françaises. Il laisse un orphelin de deux ans, Louis-Éloi-Audifax, dont l'éducation sera confiée à son oncle et tuteur, Nicolas de Maistre, officier dans l'Armée du roi de Sardaigne, résidant au château de Bissy.
Le tombeau de Charles-François II de Buttet, érigé contre le mur de la Cathédrale Saint-Jean d'Aoste, portait une épitaphe latine rédigée par Joseph de Maistre :
D.C.M

Car.Franc. De Buttet Equitis

Legionis Tormentariae proefecti

Reg.Scient.acad.Taur.Soc.

Virtute bellica.rerum naturae peritia

prisca fide.clari.

Ossa heic quiescunt.

Doctus, in publica.commoda

Ingenio. Juxta manuque. Validus

Omnis. Machinarum. Generis.excogitator Sagaciss.

nec Physicien. unquam sinebat esse indoctam

nec otiosam Mathesin.

Obiit X. Kal. Julii Ao ab incarn. M DCCXCVII set .LIX.

Famae satis

Uxor moarens Johan. de Maistre

Amato, Cineri mon. pos.

Acerbissimi luctus. Eheu nimis leve Solatium.
Cette inscription et le tombeau furent profanés quand les Français ont pénétré à Aoste, en 1798.

## Carrière

### Jeunesse
Après des études au collège de Domodossola où son père était en garnison, Charles-François de Buttet est admis au collège de Monza.
Le chanoine Grillet précise dans son Dictionnaire Historique, qu'« ayant manifesté dès sa plus tendre enfance, un goût décidé pour les mathématiques, et surtout pour la mécanique et les feux d'artifice, son père obtint de le faire recevoir comme cadet dans le Corps Royal d'Artillerie de Turin, le 12 mars 1754, à l'âge de 16 ans. » Il bénéficie des cours d'un grand mathématicien piémontais, le professeur Joseph-Louis Lagrange, (1736-1813). Il a de bonnes connaissances en chimie, minéralogie, hydraulique et mécanique. Il donne de bonne heure des preuves non équivoques de son génie inventif dans l'exécution de plusieurs machines qu'il construit lui-même dans l'Arsenal de Turin. On dit que l'Empereur Joseph II d'Autriche(1741-1790) voulut se donner le plaisir de le voir travailler pendant plusieurs heures, lors de son voyage à Turin.
C'est à l'intérieur de l'Arsenal de Turin qu'il va résider toute sa vie durant. Mais il sera envoyé le plus souvent en mission d’ingénierie par le roi de Sardaigne, en Piémont, en Savoie, en Sardaigne, et aussi en France.

### Officier d'artillerie
L'évolution de la carrière militaire de Charles-François de Buttet, en tant qu'officier d'artillerie, va pâtir de ses missions extérieures en tant qu'ingénieur: entré comme cadet en 1754, il ne sera nommé sous-lieutenant que onze ans plus tard, à 27 ans ! Si on ajoute qu'à chaque promotion, les officiers, à partir du rang de capitaine, sont nommés en deux temps au même grade, à plusieurs années de distance, une fois dans l'infanterie, une fois dans l'artillerie, cela donne une idée de la lenteur des nominations. Par exemple, C.F. de Buttet est nommé capitaine d'infanterie affecté à l'état major du corps royal d'artillerie le 5 juin 1780. Puis il est nommé capitaine d'artillerie le 7 février 1784. Il termine sa carrière comme colonel d'infanterie en service à l'état major du corps royal d'artillerie le 10 avril 1795 et meurt en 1797, après avoir été homologué colonel d'artillerie à part entière, le 14 décembre 1796 !
Les combats:
En septembre 1792,en qualité d'artilleur, il tente de s'opposer à l'invasion des troupes révolutionnaires françaises . Au nombre de 15 000 hommes, l'armée française dirigée par le marquis de Montesquiou-Fézensac, pénètre en Savoie, la fleur au fusil : L'armée sarde se replie au-delà des monts pour protéger les terres piémontaises. Charles-François de Buttet installe une batterie d'artillerie au Château des Marches. Le 22 septembre, il avait mis en place six pièces de canon, deux sur la terrasse, deux sur le plan inférieur et les deux derniers dans l'axe de la route de Chapareillan. Cet îlot de résistance fut réduit par les Français et signalé au ministre de la guerre dans le rapport du général Montesquiou :

« Au camp des Marches, le 23 septembre 1792, l'an 4° de la liberté, et le 1° de l'égalité. C'est de Savoie, monsieur, que j'ai l'honneur de vous écrire. Je vais vous rendre compte des premières opérations que je vous avais annoncées. Elles ont eu un succès plus rapide que je n'avais osé l'espérer. Je vous ai instruit que les Piémontais faisaient construire, à une portée de fusil de nos limites, vis-à-vis de la gauche du seul débouché qui arrive en Savoie, trois redoutes dans un lieu connu sous le nom des abimes de Mians. Ces redoutes, presque entièrement terminées, étaient au moment de recevoir le canon, qui devait avec celui du château des Marches, établir un feu croisé sur le débouché de Chapareillan. Il n'y avait pas un moment à perdre pour détruire ce moyen de défense, avant qu'il fut porté à un point de perfection qui aurait nécessité une attaque sanglante. En conséquence, j'ai donné l'ordre à M. Laroque, maréchal de camp, de marcher dans la nuit du 21 au 22 à la tête de 12 compagnies de grenadiers, de 12 piquets, de 400 chasseurs à pied, et de deux cents dragons. Le rendez-vous de ces troupes a été à minuit à Chapareillan. Elles y ont prêté le serment de respecter les citoyens désarmés et les propriétés du pays où nous allions entrer et d'être généreux envers les ennemis qui leur rendraient les armes. Le détachement s'est mis en marche sur deux colonnes, de manière à envelopper les monticules sur lesquels étaient situées les redoutes que je voulais détruire et elles devaient se trouver postées à la pointe du jour, de manière à couper la route aux Piémontais... Ces dispositions ont été contrariées par le temps affreux qu'il a fait toute la nuit et la plus grande partie de la journée. L'objet principal a cependant été rempli. Les trois redoutes étaient occupées par nos troupes avant sept heurs du matin... Il n'a été tiré que quelques coups de fusil. Personne de notre côté n'a été blessé, mais nous n'avons pu faire que trois prisonniers, dont un lieutenant de la légion sarde »

— Correspondance du général Montesquiou avec le ministre de la guerre (1796)
Léonce Krebs et Henri Morris, dans un rapport sur la Campagne dans les Alpes pendant la Révolution décrivent l'attaque française contre les redoutes. Le combat est également détaillé dans la chronique de Trédicini de Saint-Séverin intitulée : Un régiment provincial en Savoie en 1792.
En août 1793, le colonel de Buttet dirige le corps d'artillerie de l'armée du général de Cordon, pour participer à l'organisation de la défense des positions sardes du Mont-Cenis. Trédicini relate que cette opération est remarquablement menée en raison de la parfaite connaissance du terrain de la part de cet officier.
En 1794, après un bref intermède dans la vallée de La Maîra, (Marquisat de Saluces), il est nommé à Suse, sa ville natale, adjoint du général Kini. C'est une période d'intense activité du 13 mai au 12 septembre : organisation de la défense des ouvrages fortifiés, mise sur pied d'un plan de défense, reprise en main des troupes découragées. La position a été tenue. C.F. de Buttet fait preuve d'énergie et se substitue au général Kini. Ce dernier, atteint de maladie, est évacué à l'arrière et remplacé par le dynamique général de La Tour. Les Français évacuent la région de Suse au mois de septembre. Au cours de cette campagne, le prototype de canon-obusier mis en place par son inventeur bénéficia d'un approvisionnement de 1 200 pièces de munition, pour participer à la bataille défensive.
En 1796, la première Campagne d'Italie de Bonaparte ne dure que quelques semaines. Le colonel de Buttet est à La Madonne de Lolmo avec toute l'artillerie, prêt au combat. L'Armistice de Cherasco met fin aux hostilités le 28 avril 1796.

### Le Canon-Obusier de Montagne
Dans un Mémoire daté du 10 mars 1774, C.F. de Buttet préconise la création d'un canon-obusier de montagne. Il en expose le principe et trace les plans de ce futur armement. Cette pièce à usages multiples doit pouvoir servir, soit de Canon, soit d'obusier, et il lancera, suivant les circonstances, des boulets, des grenades, des boîtes à mitraille et toute espèce d'artifice en général. Il présente son projet au roi Victor-Amédée III qui donne les ordres nécessaires aux Arsenaux pour fabriquer deux prototypes sur les plans fournis par l'inventeur. L'un des deux canons-obusiers a servi en 1794 dans la défense des ouvrages fortifiés de Suse. Cet armement n'a jamais dépassé le stade du prototype. L'armée Française récupère les plans du Canon-obusier de montagne dont le dossier est déposé au service historique de Vincennes sous le titre Memorie relative al cannone-obice ideato dal fig. Cav.Debuttet, capitano tenente nel Corpo Reale d'Artiglieria, -dal 1774. No 1. (Carton 1740).

### Ingénieur
Le Royaume de Piémont-Sardaigne ayant bénéficié d'une paix relative entre 1748 et l'invasion Française de 1792, Charles-François de Buttet est envoyé en mission en tant qu'ingénieur au fur et à mesure des besoins.
- Il est chargé de diriger la fabrication et la maintenance des équipements destinés au creusage des puits et au fonctionnement des machines hydrauliques. Il est désigné pour résoudre les problèmes de l'alimentation en eau de la ville de Turin et de la mise en place des moyens de lutte contre les incendies.
- Il procède à la rénovation de la route d'Annecy à Genève. C'est dans cette opération qu'il dirige la construction du premier pont de la Caille au-dessus du torrent des Usses. Cette action lui vaut d'obtenir des lettres de bourgeoisie pour lui et ses descendants de la part de la ville d'Annecy.
- Il étudie un projet de pont sur la Stura di Cuneo, au pied de la ville piémontaise de Cherasco. Ce projet reste sans suite du fait de la survenance de la guerre[Note 9].
- Dans la région de Courmayeur, il est envoyé pour étudier les dangers potentiels d'avalanches émanant du Mont-Blanc. Il fait démolir un rempart érigé en 1742 lors de la guerre contre les Espagnols et règle définitivement la question.
- Il est désigné pour étudier les moyens adaptés à une bonne conservation des céréales et propose les méthodes appropriées.
- Il réalise un projet de machine élévatrice pour les salines et invente un système original de captage du sel, au moyen de cordes suspendues dans les cours d'eau saline, qui sera longtemps exploité à Moûtiers: le sel s'incruste dans des centaines de cordes suspendues et il est récupéré au séchage. Cette invention crée un gain de production important en Savoie.
- Il intervient pour améliorer l'exploitation d'une mine très abondante de charbon exploitée par une société dirigée par madame de Warens aux Carroz d'Araches, en projetant de rendre l'Arve navigable jusqu'à Genève[11].
- Parmi ses nombreuses inventions dans le domaine militaire, on relève une lunette achromatique munie d'un micromètre destiné aux visées des artilleurs, le canon-obusier d'artillerie (déjà mentionné) , l'ancêtre d'une mitrailleuse à plusieurs coups et un casque de combat.
- La colombe volante dont Xavier de Maistre ne retrouva que la carcasse et les ressorts au chapitre XI de l'Expédition Nocturne, est une création de son beau-frère C.F de Buttet[12].

### Inspecteur des Salines de Tarentaise et directeur des Salines Royales de Moûtiers
Il est envoyé en Sardaigne en 1770 pour observer les procédés d'exploitation. Dès son retour il est nommé inspecteur général des Salines de Savoie et il prend la direction des Salines Royales de Moûtiers, où il va travailler à demeure.
Il procède à l'invention et à la réalisation de nouveaux procédés d'exploitation des salines. L'augmentation de la production permet d'alimenter tout le pays en sel et autorise l'exportation.
La commune de Moûtiers, en souvenir des services rendus par C.F de Buttet, inaugure le 29 avril 1989 un pont tout neuf qu'elle baptise Pont-Charles-François de Buttet. Juste hommage rendu à celui qui fut longtemps actif citoyen de Moûtiers.

### Les Honneurs
Charles-François de Buttet est nommé chevalier de l'Ordre des Saints-Maurice-et-Lazare le 12 août 1774. En 1783, Il est admis comme membre de l'Académie Royale des Sciences de Turin qui vient d'être créée par Victor-Amédée III de Sardaigne. Il avait déjà été inscrit en 1778 à la Società Scientifica Privata Torinese, dont l'Académie Royale a pris le relais en 1783.
Le Ier décembre 1783, il reçoit le Diplôme de citoyen d'Honneur de la ville d'Annecy.
Le pont, situé dans le quartier des Salines de Moûtiers, porte son nom.